# 3 2 1
3 2 1 è un singolo del gruppo musicale sudcoreano Shinee, pubblicato nel 2013 ed estratto dall'album I'm Your Boy.

## Tracce
- CD

1. 3 2 1 – 3:33 (testo: Natsumi Kobayashi – musica: Damon Sharpe, Eric Sanicola, Kendall Schmidt, Carlos Pena, James Maslow)
2. Everybody (Japanese version) – 4:09 (testo: Sara Sakurai – musica: Thomas Troelsen, Coach & Sendo, Yoo Young Jin)
3. Colors of the Season – 4:29 (testo: Sara Sakurai – musica: Andreas Stone Johansson, Caroline Gustavsson)
4. 3 2 1 (Instrumental) – 3:33
5. Everybody (Japanese version) (Instrumental) – 4:09
6. Colors of the Season (Instrumental) – 4:29